# العراية (أولادفنان الغربيين)
العراية هو دُوَّار يقع بجماعة أولاد فنان، إقليم خريبكة، جهة بني ملال خنيفرة في المملكة المغربية. ينتمي الدوّار لمشيخة أولادفنان الغربيين التي تضم 6 دواوير. يقدر عدد سكانه بـ 715 نسمة حسب الإحصاء الرسمي للسكان والسكنى لسنة 2004.

## روابط خارجية
- البوابة الوطنية للجماعات الترابية
- المندوبية السامية للتخطيط